# Bernardo Houssay
Bernardo Alberto Houssay (10 tháng 4 năm 1887– 21 tháng 9 năm 1971) là một nhà sinh học người Argentina đã đoạt giải Nobel Sinh lý và Y khoa năm 1947 chung với Carl Ferdinand Cori và Gerty Cori cho công trình phát hiện vai trò của các hormone tuyến yên trong việc điều tiết lượng đường trong máu (glucose) ở các động vật. Ông là người Argentina và người châu Mỹ Latinh đầu tiên đoạt giải Nobel khoa học.

## Cuộc đời và Sự nghiệp

### Thời niên thiếu
Bernardo Alberto Houssay sinh tại Buenos Aires, con của một gia đình người Pháp nhập cư là Albert và Clara Houssay (nhũ danh Laffont). Thuở nhỏ Houssay học trường tư Colegio Británico. Là một chàng trai thông minh trước tuổi, ông được nhận vào Trường Dược học của Đại học Buenos Aires ở tuổi 14 và sau đó vào Trường Y học cũng của đại học này từ năm 1904 tới năm 1910, bắt đầu từ khi ông mới 17 tuổi. Khi còn là sinh viên y khoa năm thứ ba, Houssay đã nhận một chức vụ phụ tá giảng dạy và nghiên cứu ở khoa Sinh học.

### Sự nghiệp
Sau khi tốt nghiệp, ông đã nhanh chóng triển khai và trình luận án tiến sĩ y khoa về các hoạt động sinh lý của các chất chiết ra từ tuyến yên, xuất bản năm 1911, một đề tài mà ông theo đuổi suốt sự nghiệp khoa học của mình. Từ năm 1908 ông đã làm phụ tá giảng viên tại phân khoa sinh học, và ngay sau khi đậu bằng tiến sĩ ông được bổ nhiệm làm giáo sư khoa Sinh học tại Trường Thú Y của đại học này. Cùng lúc đó, ông bắt đầu thực tập và làm thầy thuốc phụ tá tư tại Bệnh viện Buenos Aires. Năm 1913 ông trở thành bác sĩ trưởng ở Bệnh viện Alvear, và năm 1915, trưởng khu bệnh lý học thực nghiệm ở Các phòng thí nghiệm quốc gia về Sức khỏe công cộng tại Buenos Aires.
Năm 1919 Houssay được bổ nhiệm chức giáo sư Sinh học ở Trường Y học Đại học Buenos Aires, và tới năm 1943, ông đã điều khiển và biến trường này thành một phân ban nghiên cứu Y học và Sinh học thực nghiệm thuộc tầm cỡ quốc tế, rất được tôn trọng. Tuy nhiên, trong năm này, chế độ độc tài quân phiệt đã tước chức giáo sư đại học của ông vì lý tưởng về chủ nghĩa tự do chính trị của ông và Houssay bị buộc phải tái lập nhân số và đường hướng nghiên cứu của mình tại Viện Sinh học và Y học thực nghiệm (Instituto de Biología y Medicina Experimental) do một quỹ tư nhân tài trợ. Tình trạng này kéo dài tới năm 1955, khi Peron bị truất phế khỏi quyền hành và Houssay được phục chức ở Đại học Buenos Aires, nơi ông phục vụ cho tới khi nghỉ hưu. Sau khi được phục chức, ông cũng làm giám đốc Hội đồng nghiên cứu Khoa học và Kỹ thuật quốc gia (National Scientific and Technical Research Council), từ năm 1957 trở đi.
Houssay đã làm việc trong nhiều lãnh vực Sinh học, như các hệ thống thần kinh, tiêu hóa, hô hấp và tuần hoàn, tuy nhiên đóng góp chính của ông - đóng góp được giải Nobel Sinh lý và Y khoa năm 1947 nhìn nhận - là lãnh vực nghiên cứu thực nghiệm vai trò của tuyến yên trong việc trao đổi chất carbohydrate, đặc biệt trong bệnh tiểu đường.
Rất nhiều học trò của Houssay cũng trở nên nổi tiếng khắp thế giới, chẳng hạn như Eduardo Braun-Menéndez và Miguel Rolando Covian (người trở thành cha đẻ của khoa sinh học thần kinh của Brasil), chủ nhiệm phân ban Sinh học của Phân khoa Y học Ribeirão Preto (Faculdade de Medicina de Ribeirão Preto) của Đại học São Paulo. Cùng với họ, Houssay đã viết bộ sách giáo khoa Sinh học loài người nổi tiếng ở châu Mỹ Latinh bằng tiếng Tây Ban Nha và tiếng Bồ Đào Nha, bộ sách mà từ năm 1950 đã được tái bản liên tục và được phần lớn các trường Y học trên châu lục này sử dụng. Houssay đã xuất bản trên 600 tác phẩm khoa học cùng nhiều sách chuyên môn. Ngoài giải Nobel, Houssay cũng đoạt nhiều giải thưởng và sự trọng vọng từ các đại học Harvard, đại học Cambridge, đại học Oxford và đại học Paris cùng 15 đại học khác, cũng như Huy chương Dale của "Hội Nội tiết học London" năm 1960.

### Đời tư
O8ng kết hôn với Dr. Maria Angelica Catan - một nhà hóa học - bà từ trần năm 1962. Họ có ba con trai: Alberto, Hector và Raul. Houssay từ trần tại Buenos Aires ngày 21.9.1971, thọ 84 tuổi. Ông được mai táng ở Nghĩa trang La Chacarita.